# 首都信息発展
首都信息発展股分有限公司（英文社名：CAPINFO COMPANY LIMITED、キャップインフォ）は北京市政府系のソフトウェア・情報通信会社である。

## 概要

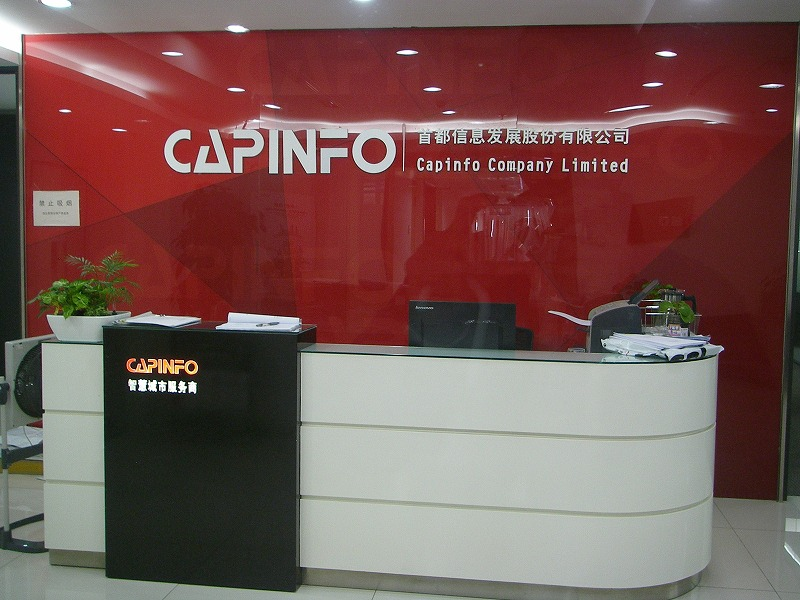
首都信息　本社

首都信息発展は1998年に北京市政府や中国電信グループの出資により設立された。ネットワークの設計及びコンサルティング、電子政府システム、電子商取引アプリケーションの開発、コールセンターの受託運営等に従事している。北京市政府の傘下企業（北京市国有資産経営有限責任公司）が発行済株式の63.31％を保有するＨ株企業である。

## 沿革
- 1998年1月 - 設立。
- 2001年12月 - 香港証券取引所へ上場。
- 2008年8月 - 北京オリンピック、パラリンピックの公式多言語サービスサプライヤーとなる。